# HD 53705
HD 53705/53706/53680 är ett stjärnsystem som ligger ca 54 ljusår bort i stjärnbilden Akterskeppet. Konstellationen består av fyra stjärnor i två dubbelstjärnor, vilket gör det till ett av de närmaste fyrdubbla stjärnsystemen.

## Identifiering av komponenter
HD 53705 upptäcktes vara en dubbelstjärna mycket tidigt på grund av ljusstyrkan hos de två komponenterna. Den tidigaste observationen i Washington Double Star Catalog (WDS) dateras till 1826 och gjordes av James Dunlop, vid en positionsvinkel på 119° och en separation på 21,5 bågsekunder för följeslagaren. De två stjärnorna har rört sig mycket lite i förhållande till varandra sedan dess, med den senaste mätningen från 1999 som anger en positionsvinkel på 126° och en separation på 20,9 bågsekunder. Detta är, relaterat till systemets närliggande läge, en separation sett vinkelrätt mot siktlinjen på ca 480 AE, så stjärnornas omloppstid är någonstans i storleksordningen årtusenden.
Förbindelsen med HD 53680 till den närmare dubbelstjärnan observerades senare genom den första mätningen i WDS daterad till 1900. Vid en positionsvinkel på 337° och en separation på 185,7 bågsekunder ligger HD 53680 på motsatt sida av HD 53705 jämfört med B, och är ungefär nio gånger mer avlägsen. Denna separation resulterar i en fysisk separation vinkelrätt mot siktlinjen på 4390 AE, vilket är atypiskt avlägset för en följeslagare men ändå tillräckligt nära för att vara starkt gravitationellt bunden.
Medan alla tre komponenterna har gemensam egenrörelse, har HD 53680:s egenrörelse mätt med Hipparcos en betydande avvikelse från de andra två komponenternas egenrörelser. En ledtråd till orsaken till detta är att HD 53680:s Tycho-2-egenrörelse skiljer sig från Hipparcosvärdena, vilket tyder på att stjärnan störs av en nära följeslagare. En anpassning av Hipparcos astrometriska data fann en svagt avgränsad anpassning med en period på 1 500 dygn, en lutning på 180° (en face) och en halv storaxel på 30,6 mas. Anpassningen är svagt avgränsad eftersom Hipparcos observationer inte sträcker sig över följeslagarens fulla bana, men anpassningen justerar HD 53680:s egenrörelse för att överensstämma med egenrörelsen hos HD 53705/53706.
Den låga lutningen hos HD 53680 B:s omloppsbana minskar amplituden för den radiella hastighetsvariation som den orsakar på HD 53680 A. I detta fall reducerade effekten följeslagarens minsta massa till den bruna dvärg som härleddes från observationer med CORALIE-spektrografen. Den spektroskopiska banan ger upphov till mycket starkare begränsning jämfört med den astrometrienda banan.

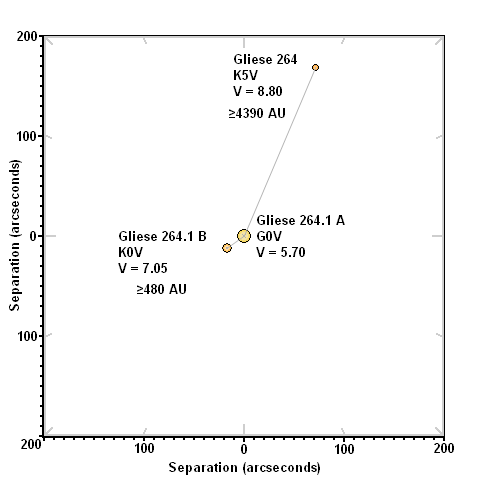
Diagram av HD 53706 och HD 53680, i relation till HD 53705.

## Egenskaper
HD 53705, med spektralklass G0 V, är en stjärna i huvudserien, som är något varmare, större och ljusare än vår sol. Samtidigt är HD 53706 och HD 53680 A båda stjärnor i huvudserien av spektralklass K0 V respektive K5 V. Båda dessa är betydligt svalare, mindre och svagare än solen.
De tre stjärnorna med observerade spektra i systemet har liknande metallicitetsvärden: [Fe/H] = -0,21 ± 0,03 och -0,28 ± 0,03 för HD 53705 och B,  och [Fe/H] = -0,29 ± 0,08 för HD 53680 A. Medelvärdet, -0,26 ± 0,04, resulterar i ett järnöverskott på 55 ± 5 procent av solens, ett värde som är typiskt för fältstjärnor.
Stjärnornas kinematik, med stor egenrörelse och radiell hastighet, tyder på att systemet ingår i den tjocka skivan, populationen av stjärnor som utgör de flesta av de äldre medlemmarna i Vintergatans spiralarmar. Med en ovanlig hastighet på 75,7 km/s har systemets bana runt galaxen en excentricitet på 0,31 och tar systemet upp till 151 parsec bort från det galaktiska planet - återigen ett tecken på ett system i tjocka skivan.

## Planetsökning
HD 53705 var ett av de 37 målen för den första RV-baserade planetsökningen på södra halvklotet, ESO:s CES-undersökning. Denna undersökning upptäckte ingen följeslagare med joviansk massa ut till några AE. En utvidgning av denna undersökning till HARPS-spektrografen ger ytterligare begränsningar, vilket tyder på att det inte finns några följeslagare med jupitermassa ut till ca 5 AE.